# Lac Brûlé, Laurentides
Lac Brûlé är en sjö i Kanada.   Den ligger i regionen Laurentides och provinsen Québec, i den sydöstra delen av landet, 130 km nordost om huvudstaden Ottawa. Lac Brûlé ligger 364 meter över havet. Arean är 3,2 kvadratkilometer. Den sträcker sig 4,1 kilometer i nord-sydlig riktning, och 2,0 kilometer i öst-västlig riktning.
I omgivningarna runt Lac Brûlé växer i huvudsak blandskog. Runt Lac Brûlé är det ganska tätbefolkat, med 86 invånare per kvadratkilometer.